# Аллабергенов, Зафар Улугбекович
Зафар Улугбекович Аллабергенов (род. 30 июня 1989, Ургенч) — узбекский самбист, чемпион Кубка мира по боевому самбо, 3-кратный чемпион Азии, чемпион Азиатских игр, 3-кратный чемпион Узбекистана. Мастера спорта международного класса по самбо.

## Биография
Зафар Аллабергенов родился и вырос в городе Ургенч. По нацирнальности узбек. В самбо привёл отец в возросте 5 лет.
Тренеруется под руководством Чемпиона СССР по самбо Рахима Машарипова.
В 2010 году перешел в боевое самбо.
В 2013 году выполнил норматив мастера спорта Узбекистана по самбо.
В 2017—2021 окончил Ургенчский государственный Университет Факультет Физической культуры.

## Спортивные достижения
- Чемпионат Узбекистана по боевому самбо 2019[2] — ;
- Чемпионат Узбекистана по боевому самбо 2017 — ;
- Чемпионат Узбекистана по боевому самбо 2015 — ;
- Чемпионат Узбекистана по боевому самбо 2013 — ;
- Чемпионат Азии по самбо 2017 — ;
- Чемпионат Азии по самбо 2016 — ;
- Чемпионат Азии по самбо 2015 — ;
- Чемпионат Азии среди молодёжи по самбо 2013[3] — ;
- Азиатские Игры 2017[4] — ;
- Кубок Мира по самбо «Мемориал А. Харлампиева» 2019[5] — ;
- Кубок Байкала по боевому самбо 2019[6] — ;
- Международный турнир на призы президента Ресбулики Беларусь 2020[7] — ;
- Международный турнир на призы президента Ресбулики Казахстан 2017[8] — ;
- Мастер спорта Республики Узбекистан международного класса по самбо.

## Награды
- 2017 году был награждён памятным знаком «Ўзбекистон Конституциясига 25 йил»
- 2018 году получил Государственную награду «Мард ўғлон»